# プレストン・パーク駅
プレストン・パーク駅（プレストン・パークえき、Preston Park railway station）は、イングランド南東部ブライトン・アンド・ホヴにあるブライトン本線の駅。
列車運行会社のゴヴィア・テムズリンク・レールウェイが管理している。2008年からはガトウィック・エクスプレスの一部列車が停車していたが、2018年5月のダイヤ改正によって停車駅から外された。
南側でウェスト・コーストウェイ線への短絡線が設置されており、ブライトン本線の列車が直接乗り入れることができる。

## 歴史
1869年11月、ロンドン・ブライトン・アンド・サウス・コースト鉄道の新駅（プレストン駅）として開業した。その後ブライトン本線からウェストコーストウェイ線への短絡線敷設に伴って1879年に移転し、さらに駅名がプレストン・パーク駅に変更されて現在に至る。近くにあるプレストン・パークが完成したのは1883年であるが、それ以前から「プレストン・パーク駅」と名乗っていた。

## 運行頻度
オフピーク時の列車の運行頻度は以下の通り。なお、ピーク時にはケンブリッジ行きの列車も運行される。
ナショナル・レール
- ■ テムズリンク
  - ロンドン・ブリッジ行き　毎時2本
  - ブライトン行き　毎時2本
- ■ サザン
  - ロンドン・ヴィクトリア行き　毎時2本
  - リトルハンプトン行き　毎時2本

## 駅構造
単式ホーム1面1線と島式ホーム1面2線の合計2面3線のホームを持つ地上駅。

### のりば
| のりば | 路線           | 方向 | 行先                                                   |
| ------ | -------------- | ---- | ------------------------------------------------------ |
| 1      | ■ サザン       | 下り | ワージング・リトルハンプトン方面                       |
| 2      | ■ テムズリンク | 上り | ガトウィック空港・ロンドン・ブリッジ・ケンブリッジ方面 |
| 2      | ■ サザン       | 上り | ガトウィック空港・ロンドン・ヴィクトリア方面           |
| 3      | ■ テムズリンク | 下り | ブライトン方面                                         |

## 駅周辺
駅周辺には住宅地が広がっており、南東には同名の公園がある。また、ブライトン・アンド・ホヴ・アルビオンFCのクラブハウスや、同クラブが1999年から13年間ホームグラウンドとして使用したウィズディーン・スタジアムも周辺にある。

## 隣の駅
ナショナル・レール
■ テムズリンク（ゴヴィア・テムズリンク・レールウェイ）
ハソックス駅 - プレストン・パーク駅 - ブライトン駅
■ サザン（ゴヴィア・テムズリンク・レールウェイ）
ハソックス駅 - プレストン・パーク駅 - ホヴ駅